# Act of Love
 (mai 2018).
Si vous disposez d'ouvrages ou d'articles de référence ou si vous connaissez des sites web de qualité traitant du thème abordé ici, merci de compléter l'article en donnant les références utiles à sa vérifiabilité et en les liant à la section « Notes et références ».
Pour plus de détails, voir Fiche technique et Distribution.
Act of Love (Disappearing Acts) est un téléfilm américain sorti en 2000. Il est une adaptation du roman Disappearing acts (en) de Terry McMillan. Il est produit par Terry McMillan, Wesley Snipes et Kimiko Fox.

## Synopsis
Zora Banks (Sanaa Lathan) est une jeune et belle afro-américaine, qui aspire à devenir une vedette de la chanson. En déménageant à Brooklyn, elle fait la rencontre de Franklin Swift, qui travaille en tant que rénovateur d'immeubles. Leur rencontre ne les laisse pas indifférent, et très vite, entament une relation passionnée. Zora finira par tomber enceinte de Franklin, chose qui ne la facilitera pas dans son rêve de devenir une artiste reconnue , ainsi que Franklin, qui est déjà père de deux enfants et a du mal à s'en sortir. La situation ne semblera pas jouer en leur faveur.

## Distribution
- Sanaa Lathan (VF : Barbara Delsol) : Zora Banks
- Wesley Snipes (VF : Thierry Desroses) : Franklin Swift
- Regina Hall (VF : Nathalie Karsenti) : Porcia
- Lisa Arrindell Anderson (VF : Nathalie Spitzer): Claudette
- Q-Tip (VF : Jean-Paul Pitolin) : Reggie Baptiste
- John Amos (VF : Med Hondo) : Mr. Swift
- CCH Pounder : Mrs. Swift
- Michael Imperioli : Vinney
- Laz Alonzo : Martinez